# 若苏哈·吉拉沃吉
若苏哈·热雷米·阿科伊·法拉·吉拉沃吉（法語：Josuha Jérémy Akoi Fara Guilavogui；1990年9月19日—），是一名法國足球運動員，司職防守中場。曾效力英超球會列斯聯足球會。
他也是法國國家青年足球隊成員。曾經參加2009年歐洲U-19足球錦標賽，協助國家隊打進淘汰賽四強。

## 球會生涯

### 聖艾蒂安
吉拉沃吉出身於Sporting Toulon Var足球會的青訓系統。他在2005年開始為聖艾蒂安效力。他被教練艾倫·佩連提升到一隊，他一直都在尋找一個球員能夠成為聖艾蒂安的防守主力並填補了陣容空缺。
吉拉沃吉在2009年1月3日首次為聖艾蒂安的一隊上陣，他在法國盃對陣波爾多的比賽上以替補身份上陣，協助球隊以1:0擊敗對手

### 馬德里競技
2013年9月2日，吉拉沃吉加盟西甲球會馬德里競技，轉會費為1000萬歐元，並簽下五年合約。

## 外部連結
- Josuha Guilavogui club profile（页面存档备份，存于）
- 若苏哈·吉拉沃吉 – 法國職業足球聯賽数据 – 支持法语（已存档）